# ریک وان ناتر
ریک وان ناتر (انگلیسی: Rik Van Nutter؛ ۱ مهٔ ۱۹۲۹ – ۱۲ نوامبر ۲۰۰۵) یک هنرپیشه، و فیلم‌نامه‌نویس اهل ایالات متحده آمریکا بود.